# Mantachie
Mantachie is een plaats (town) in de Amerikaanse staat Mississippi, en valt bestuurlijk gezien onder Itawamba County.

## Demografie
Bij de volkstelling in 2000 werd het aantal inwoners vastgesteld op 1107.
In 2006 is het aantal inwoners door het United States Census Bureau geschat op 1131, een stijging van 24 (2,2%).

## Geografie
Volgens het United States Census Bureau beslaat de plaats een oppervlakte van
10,2 km², geheel bestaande uit land.

## Plaatsen in de nabije omgeving
De onderstaande figuur toont nabijgelegen plaatsen in een straal van 24 km rond Mantachie.